# Mingxikou (köpinghuvudort i Kina, Hunan Sheng, lat 28,70, long 110,32)
Mingxikou (kinesiska: 明溪口, 明溪口镇) är en köpinghuvudort i Kina. Den ligger i provinsen Hunan, i den södra delen av landet, omkring 270 kilometer väster om provinshuvudstaden Changsha. Antalet invånare är 19 525. Befolkningen består av 9 201 kvinnor och 10 324 män. Barn under 15 år utgör 16,0 %, vuxna 15-64 år 70 %, och äldre över 65 år 12,0 %.
Runt Mingxikou är det ganska tätbefolkat, med 100 invånare per kvadratkilometer. Mingxikou är det största samhället i trakten. I omgivningarna runt Mingxikou växer i huvudsak blandskog.
Genomsnittlig årsnederbörd är 1 926 millimeter. Den regnigaste månaden är maj, med i genomsnitt 396 mm nederbörd, och den torraste är december, med 31 mm nederbörd.